# فلوران برار
فلوران برار (فرانسوی: Florent Brard‎؛ زادهٔ ۷ فوریهٔ ۱۹۷۶) دوچرخه‌سوار اهل فرانسه است.